# Burt Lancaster
Burton Stephen "Burt" Lancaster (2 tháng 11 năm 1913 - 20 tháng 10 năm 1994) là một diễn viên điện ảnh Mỹ nổi tiếng với vóc dáng thể thao, mắt xanh và nụ cười đặc biệt (mà ông gọi là "The Grin"). Sau bước đầu xây dựng sự nghiệp của mình với các vai nam tính "cứng rắn", Lancaster bỏ rơi hình tượng thành công của người Mỹ trước đó trong những năm cuối thập niên 1950 để đóng các vai diễn phức tạp và thách thức hơn. Ông được coi là một trong những diễn viên điện ảnh xuất sắc nhất trong lịch sử.
Lancaster được đề cử giải Oscar bốn lần và thắng giải này một lần cho vai diễn của ông trong bộ phim Elmer Gantry năm 1960. Ông cũng giành một giải Quả cầu vàng cho vai diễn trên và một giải của Điện ảnh Viện Hàn lâm Anh quốc cho vai diễn trong các bộ phim The Birdman of Alcatraz (1962) và Atlantic City (1980). Công ty sản xuất phim của ông, Hecht-Hill-Lancaster, 
là công ty thành công và sáng tạo nhất do các diễn viên điều khiển độc lập sản xuất ở Hollywood trong những năm 1950, sản xuất các phim Marty (1955), Trapeze (1956), Sweet Smell of Success (1957), Run Silent, Run Deep (1958), and Separate Tables (1958).
Năm 1999, Viện phim Mỹ vinh danh Lancaster đứng thứ 19 trong Danh sách 100 ngôi sao điện ảnh của Hollywood.